# Erysiphe densa
Erysiphe densa är en svampart som beskrevs av Berk. 1855. Erysiphe densa ingår i släktet Erysiphe och familjen Erysiphaceae.   Inga underarter finns listade i Catalogue of Life.